# SN 2002kt
SN 2002kt – supernowa odkryta 3 listopada 2002 roku w galaktyce A021738-0508. W momencie odkrycia miała maksymalną jasność 24,50m.